# Gvidonas Markevičius
Gvidonas Markevičius, (nacido el 22 de noviembre de 1969 en Sakiai, Lituania) es un  exjugador de baloncesto lituano. Con 1.96 de estatura, su puesto natural en la cancha era el de alero. Fue medalla de plata con Lituania en el Eurobasket de Grecia  de 1995.

## Trayectoria
- Žalgiris Kaunas (1986–1990)
- Zastal Zielona Góra (1991–1995)
- Atletas Kaunas (1995–1996)
- BC Inter Bratislava (1996–1997)
- BC Alita (1997–1998)
- Schwelmer Baskets (1999–2005)